# 索利尼亚诺
索利尼亚诺（義大利語：Solignano），是意大利帕尔马省的一个市镇。总面积73平方公里，人口1860人，人口密度25.5人/平方公里（2009年）。ISTAT代码为034035。